# Saugeen Hunting Grounds Indian Reserve 60A
Saugeen Hunting Grounds Indian Reserve 60A är ett reservat i Kanada.   Det ligger i provinsen Ontario, i den sydöstra delen av landet, 500 km väster om huvudstaden Ottawa. Saugeen Hunting Grounds Indian Reserve 60A ligger vid sjön George Lake.
I omgivningarna runt Saugeen Hunting Grounds Indian Reserve 60A växer i huvudsak blandskog. Runt Saugeen Hunting Grounds Indian Reserve 60A är det mycket glesbefolkat, med 2 invånare per kvadratkilometer.